# Margrethia
Genre
Margrethia est un genre de poissons de l'infra-classe des téléostéens (Teleostei).

## Liste d'espèces
- Margrethia obtusirostra Jespersen & Tåning, 1919
- Margrethia valentinae Parin, 1982